# ناحیه نیل‌پاماری
ناحیه نیل‌پاماری (به لاتین: Nilphamari District) یک ناحیه در بنگلادش است که در استان رنگ‌پور واقع شده‌است.

## خصوصیات
ناحیه نیل‌پاماری ۱٬۵۴۶٫۵۹ کیلومترمربع مساحت و ۱٬۸۳۴٬۲۳۱ نفر جمعیت دارد.